# 実技
実技（じつぎ）とは、技術や演技などを実際に行うことである。大学受験や資格試験などの試験で課される「実技」については、特に実技試験と称することがある。
教育においては、実験や実習ともに、学習者自身の行動によって習熟させることが基本とされる。

## 評価
実技の評価は、一般的に、第三者がいる場で行って見せることを通じて行われることが多い。入学試験などでは、評価される人と面識がない人が評価を行うが通例である。

## 入学試験における実技

### 美術系学校の実技試験
高等学校、大学、専修学校などのいずれも、学校の美術系の課程においては、任意の試験会場で3時間から12時間（5・6時間×2日間）ほどかけて作品を完成させて提出する。
ファインアート系の課程では、デッサン（鉛筆・木炭）、着彩（油彩・水彩）などが課されることが多い。デザイン系の課程では、平面構成・立体構成、デッサンなどが課されることが多い。
写真系の課程では、テーマに沿った写真を撮影させ、その完成度を測る。

### 音楽系学校の実技試験
音楽高校、音楽大学の試験は学科試験のほかに、楽典・ソルフェージュ・聴音のほかに
各専攻の実技試験がある。
たとえば一般的な音大のピアノ専攻ではバッハの平均律クラヴィーア曲集、ツェルニー50番やショパンのエチュード等の練習曲、ベートーヴェン、ハイドン、モーツァルトいずれかのソナタ等。管弦打楽器専攻の場合は音階の演奏もある。ほかに自由曲や課題曲等。声楽はコンコーネから数曲と、自由曲、課題曲の場合が多い。作曲は曲の製作、指揮は指揮の実技など。
音楽学、音楽療法専攻では英文和訳の試験があるほかにピアノでソナチネを弾くなど。
副科としてピアノの実技がある大学が多い。

### 体育系学校の実技試験
基礎運動能力（50m走・反復横飛び・上体起こし・立ち幅跳びなど）を評価する試験である。専門種目（競技種目バスケットボールのドリブルシュート、柔道の打ち込む・乱取など）に拠る実技評価なども行ったりする。

### 医療系学校の実技試験
一部の専修学校、大学の試験は学科試験のほかに、義肢装具士の場合、義肢、装具の製作を行わせたり、歯科技工士の場合、実際に石膏を使って入れ歯の製作を行ったりする。

### 理系学校の実技試験
宇都宮大学教育学部理科教育講座では、推薦入試の一環として理科の実験を試験課題に加えている。

## 実技教育の特徴
一般に、実技は口述や筆記と異なり、常に一定の動作が正確にできることが求められる。実技は習得に一定の時間と訓練がかかるためそれが極端に優先され、実技外の教育を軽視する傾向がある。いわば「実技おたく」に陥って、実技の意味を顧慮しないまま繰り返す結果になり、教育の本来から外れる結果になることも多い。
実技系の高等教育機関では、卒業生の社会への受け入れが不十分で、社会通念との乖離が問題になることも多い。もちろん改善の動きもあるが未だ途上である。

## 免許・資格試験における実技試験
技術系や操縦系の資格試験では、筆記科研合格後に実技試験が課されるものがある。